# Au5
О́стин Ко́ллинз (англ. Austin Collins; род. 18 сентября 1992, Нью-Джерси, США), более известный по сценическому псевдониму Au5 (/eɪ ju ˈfaɪv/ ay-yoo-FYVE) — американский диджей и музыкальный исполнитель в жанре EDM.
Релизы Au5 на лейблах начались в 2012 году, и после победы в конкурсе ремиксов Seven Lions в январе 2013 года он присоединился к Monstercat. У Au5 было несколько успешных релизов на лейбле, таких как «Halcyon» с американским продюсером Fractal, «Snowblind» с Ташей Бакстер и «Crossroad» с Даникой Надо. «Halcyon» и «Snowblind» заняли первое место в дабстеп-чартах Beatport. Au5 также выступал на фестивале South by Southwest в Остине, штат Техас, в 2015 году.
Au5 покинул Monstercat в конце 2015 года. Позже он гастролировал со шведским продюсером Liquid Stranger и израильским дуэтом Infected Mushroom и выступил на фестивале Motion Notion в Британской Колумбии, Канада, в 2016 году. Он также сделал два релиза на британском лейбле NoCopyrightSounds, «Lush», с американским дуэтом Last Heroes и Холли Драммонд и «Closer» с участием Даники Надо. Au5 вернулся в Monstercat в 2018 году с синглом «The Journey» при участии австралийского музыканта Trove.
Au5 сотрудничал с различными артистами, включая BT, Crystal Skies, Fractal, Mr. Bill, Last Heroes и Seven Lions, среди других. Dancing Astronaut описал его как «скрупулезного продюсера» с «уникальным сложным брендом мелодичного дабстепа и смежных жанров».

## Детство и юность
Коллинз родился 18 сентября 1992 года в Нью-Джерси. Он познакомился с музыкой в раннем возрасте и начал еженедельные уроки классического фортепиано в возрасте четырёх лет. Первым опытом Коллинза с музыкальным программным обеспечением стал Easy Beat от Ergonis Software, многодорожечный MIDI-секвенсор для Mac, который он использовал в восьмилетнем возрасте для последовательного воспроизведения случайных музыкальных идей. В 11 лет он приобрел новый Mac с GarageBand, что усилило его интерес к производству музыки. В 13 лет он начал изучать бас-гитару и создавать цифровую музыку на Logic Pro. Позже он играл в нескольких рок- и металлических группах. Коллинз начал заниматься транс-музыкой в возрасте 15 лет, примерно в 2008 году.

## Карьера

### 2010—2012: Ранний успех
Дебютным релизом Au5 стал самостоятельно выпущенный альбом Minimality, состоящий из 10 треков, в сентябре 2010 года, в котором были представлены как электронные, так и акустические стили, такие как транс, эмбиент, эйсид-джаз и фортепиано. За этим последовал самостоятельно выпущенный альбом Anchus Definy, состоящий из 8 треков, в июне 2011 года, который стал первым релизом с участием дабстепа. В мае 2012 года Au5 выпустил свой первый EP Iconoclast на Atom Recordings, который состоял из пяти дабстеп-треков. Впоследствии он выпустил дабстеп-версию «The Seahorse» от Anchus Definy и оригинальный дабстеп-трек под названием «Iteration» на лейбле Excision Rottun Recordings в июне 2012 года. после одного года обучения в колледже Коллинз бросил учёбу примерно в конце 2012 года, чтобы продолжить проект Au5.
В ноябре 2012 года Au5 и американский продюсер BT выпустили хаус-трек «Partysaurus Overflow». Трек был вдохновлен домашним треком BT «Partysaurus Rex», который был показан в 2012 году в Toy Story Toons short с тем же названием. Версия Au5 и BT позже будет включена в сборник Walt Disney Records 2014 года Dconstructed.
В январе 2013 года Au5 и бразильский дуэт I. Y. F. F. E. выиграли конкурс ремиксов 2012 года, проводимый Seven Lions, за свой драмстеп-ремикс на его дабстеп-трек «Days To Come». Ремикс был выпущен на лейбле Skrillex OWSLA. Au5 описал это в апреле 2013 года как один из нескольких поворотных моментов в своей музыкальной карьере.

### 2013—2015: Monstercat
В феврале 2013 года Au5 присоединился к канадскому лейблу Monstercat и выпустил электро-хаус-трек «Sweet» с исландским продюсером Auratic и I.Y.F.F.E. В мае Au5 и Fractal выпустили «Halcyon», драмстеп-трек, который занял первое место в дабстеп-чарте Beatport. В июле Au5 сотрудничал с BT и английским музыкантом Aqualung на домашнем треке BT «Surrounded» из альбома A Song Across Wires. Au5 и Fractal также сделали дабстеп-ремикс на песню «Surrounded». Треки были выпущены на голландском лейбле Armada Music. В августе Au5 выпустил свой первый EP на Monstercat, Blossom, с двумя треками: «Blossom» (дабстеп) и «Moonland» (драм-н-бейс/драмстеп). В декабре он выпустил четырёхтрековый EP Secret Weapon с диджеем Fractal-ом.
В марте 2014 года Au5 выпустила прогрессивный хаус-трек «Follow You» с участием Даники Надо, за которым в июле последовал ремикс EP с ремиксами Ducked Ape, Fractal, Rootkit, Virtual Riot и Volant, а также VIP. В августе Au5 выпустила дабстеп — трек «Snowblind» с участием Таши Бакстер, который неделю спустя занял первое место в дабстеп-чарте Beatport. По состоянию на апрель 2020 года трек имел более 11 миллионов просмотров на официальном канале Monstercat на YouTube. В ноябре он выпустил трансовый трек «Crossroad», с участием Даники Надо, которая по состоянию на апрель 2020 года также имела более 11 миллионов просмотров на официальном канале Monstercat на YouTube.
В марте 2015 года Au5 выступил на фестивале Southby Southwest festival в Остине, штат Техас. В мае он выпустил трек glitch hop «Dream of Love» с Heavy J, в котором участвовал Кенни Рэй, на упрощенных записях. За этим последовал электро-хаус-трек «Inside» с участием Даники Надо в июне, дабстеп-трек «Atlantis» в сентябре и прогрессивный хаус-трек «Guardians» с участием Фиоры в октябре. В Сентябре, Au5 выпустила ремикс на песню Infected Mushroom «Fields of Grey» на лейбле Dim Mak Records. Последним релизом Au5 на Monstercat до 2018 года был «Ison / Pavonine» с Fractal, в ноябре. Au5 заявил, что он начал отклоняться от лейбла с точки зрения звука.
2016—2017: первый крупный тур
В начале 2016 года Au5 гастролировал по Соединенным Штатам со шведским продюсером Liquid Stranger и американским продюсером Space Jesus в рамках тура «Rise of the Wakaan», своего первого крупного тура. В июле 2016 года Au5 выступил на фестивале Motion Notion festival в Голдене, Британская Колумбия, Канада, который, по его словам, был одним из его любимых мест для выступлений. Он также гастролировал с израильским дуэтом Infected Mushroom по их возвращению в альбомный тур Sauce в конце 2016 и начале 2017 годов. В ноябре 2016 года Au5 выпустила Freefall, четырёхтрековый EP с Кристиной Сото, на Gravitas Recordings.
В январе 2017 года Au5 выпустил свой первый пакет семплов Elemental на Splice Sounds, а затем второй пакет семплов в декабре, основанный на Freefall EP. Он продолжал выпускать треки в 2017 году, включая самоизданный VIP-альбом «Blossom» в марте и самоизданные дабстеп-треки «Arise» в июне и «Yea Boi» с американским продюсером Ривер Аккорси в июле. В ноябре Au5 выпустил «Goo Lagoon» на Gravitas Recordings. Он также выпустил свой первый трек на NoCopyrightSounds, «Lush», с американским дуэтом Last Heroes с участием Холли Драммонд, в ноябре.
2018—настоящее время: возвращение на Monstercat и Divinorum Edit
В марте 2018 года Au5 и австралийский продюсер Mr. Билл выпустил десяти-трековый EP эффект новизны на высококлассных записей, показывая пять оригинальных треков и пять ремиксов. В апреле 2018 года Au5 выпустила второй трек на NoCopyrightSounds, «Closer» с участием Даники надо. В августе 2018 года Au5 вернулся на лейбл Monstercat с дабстеп-синглом «The Journey» с участием австралийского музыканта Trove.В том же месяце он самостоятельно выпустил дабстеп-трек «Cataclysm» с Crystal Skies. Au5 также гастролировал с Seven Lions в своем туре «Journey II» в конце 2018 года. В октябре, Au5 выпустил ремикс в жанре Midtempo на песню «Eon» американского электронного рок-музыканта Celldweller для альбома-компиляции ремиксов под названием Remixed Upon A Blackstar, выпущенного на FiXT Music. В ноябре он сотрудничал с американским музыкантом Nytrix, чтобы выпустить дабстеп-трек «Only In A Dream» на Monstercat.
Au5 продолжал выпускать музыку в 2019 году, как на Monstercat, так и с самостоятельными релизами. К ним относятся Energize EP в феврале, электро-хаус-трек «Eden» с участием Даники надо в марте, самоизданный десятитрековый LP Divinorum в мае и дабстеп-трек «Way Down» с AMIDY с участием Карры в июле. В марте 2013 года электро-хаус-трек Au5 с фрактальным «дымом» из EP Secret Weapon был показан в игре виртуальной реальности Harmonix Audica. В июле Au5 появился на YouTube-сериале канадского музыканта и ютубера Эндрю Хуанга «четыре продюсера переворачивают один и тот же образец», в которой продюсерам было поручено сделать трек из образца скрипящей двери. Его постановкой стал хаус-трек под названием «Door House». В октябре Au5 выступила на фестивале Liquid Stranger’s new Wakaan Festival в Озарке, штат Арканзас, США.
В феврале 2020 года Au5 во второй раз сотрудничала с Nytrix, выпустив дабстеп-трек «Always In A Nightmare». В марте Au5 сотрудничал с Seven Lions и Crystal Skies на дабстеп-треке Seven Lions «Remember», выпущенном на лейбле Seven Lions Ophelia Records. Позже он выпустил свой четвёртый лонгплей, «алхимия», в которой фигурирует стиле даунтемпо музыки.

## Личная жизнь
Au5 живёт в Денвере, штат Колорадо. Ранее он жил в Калифорнии с 2015 по 2016 год. Он описал себя как «довольно замкнутого человека […], несмотря на [его] социальные способности».
Au5 описал Фрактала как главное личное влияние и друга. Он также подружился с BT".

## Дискография

### Альбомы
| Название      | Релиз              |
| ------------- | ------------------ |
| Minimality    | - 28 сентября 2010 |
| Anchus Definy | - 30 июня 2011     |
| Divinorum     | - 24 мая 2019      |
| Alchemy       | - 27 августа 2020  |

### EPs
| Год  | Название                                       |
| ---- | ---------------------------------------------- |
| 2012 | Iconoclast                                     |
| 2013 | Singularity                                    |
| 2013 | Subvert (с участием Fractal)                   |
| 2013 | House Party                                    |
| 2013 | Blossom                                        |
| 2013 | Metronic                                       |
| 2013 | Secret Weapon (с участием Fractal)             |
| 2014 | Follow You (The Remixes) (feat. Danyka Nadeau) |
| 2015 | Snowblind (The Remixes) (feat. Tasha Baxter)   |
| 2015 | Ison / Pavonine (с участием Fractal)           |
| 2015 | Dream of Love (The Remixes) (with Heavy J)     |
| 2016 | Any Longer / Hit Rewind (feat. Q’AILA)         |
| 2016 | Freefall (feat. Cristina Soto)                 |
| 2018 | The Recency Effect (с участием Mr. Bill)       |
| 2019 | Energize EP                                    |
| 2019 | Dusk EP                                        |
| 2020 | Invasion EP (с участием Prismatic)             |

### Синглы
| Год  | Название                                                              |
| ---- | --------------------------------------------------------------------- |
| 2012 | «The Essence»                                                         |
| 2012 | «Ennui»                                                               |
| 2012 | «Iteration»                                                           |
| 2012 | «The Seahorse VIP»                                                    |
| 2012 | «Partysaurus Overflow» (with BT)                                      |
| 2012 | «Hypersphere VIP»                                                     |
| 2013 | «Lucky» (with Auratic and I.Y.F.F.E)                                  |
| 2013 | «Sweet» (with Auratic and I.Y.F.F.E)                                  |
| 2013 | «Crystal Mathematics» (featuring Shaz Sparks)                         |
| 2013 | «Flower of Life/First Blood» (with I.Y.F.F.E and Helicopter Showdown) |
| 2013 | «Halcyon» (with Fractal)                                              |
| 2013 | «French Cigarette» (with I.Y.F.F.E)                                   |
| 2013 | «Vapor»                                                               |
| 2013 | «Secret Weapon» (with Fractal)                                        |
| 2013 | «Blue» (with Fractal)                                                 |
| 2013 | «Dreaming» (with Fractal)                                             |
| 2013 | «Tendril» (with Collin McLoughlin)                                    |
| 2014 | «Myst»                                                                |
| 2014 | «Follow You» (featuring Danyka Nadeau)                                |
| 2014 | «Reiteration»                                                         |
| 2014 | «Etheros»                                                             |
| 2014 | «Snowblind» (featuring Tasha Baxter)                                  |
| 2014 | «Spawn» (with Fractal and Bird of Prey)                               |
| 2014 | «Crossroad» (featuring Danyka Nadeau)                                 |
| 2015 | «Neptuna»                                                             |
| 2015 | «Serenata» (featuring Keeley)                                         |
| 2015 | «Dream of Love» (with Heavy J, featuring Kenny Raye)                  |
| 2015 | «Inside» (featuring Danyka Nadeau)                                    |
| 2015 | «Bigger Than Me» (with Tasha Baxter)                                  |
| 2015 | «Atlantis»                                                            |
| 2015 | «Guardians» (featuring Fiora)                                         |
| 2015 | «The Cliff»                                                           |
| 2016 | «Virgo»                                                               |
| 2016 | «Shlappy» (with Mr. Bill)                                             |
| 2016 | «Return To Moonland»                                                  |
| 2016 | «Watership»                                                           |
| 2017 | «Blossom VIP»                                                         |
| 2017 | «Arise»                                                               |
| 2017 | «I Miss You» (featuring Kenny Rave)                                   |
| 2017 | «Sea Rose» (with River Accorsi)                                       |
| 2017 | «Yeah Boi» (with River Accorsi)                                       |
| 2017 | «Impulse» (with Culprate)                                             |
| 2017 | «Cosmoscope»                                                          |
| 2017 | «Goo Lagoon»                                                          |
| 2017 | «Lush» (with Last Heroes, featuring Holly Drummond)                   |
| 2018 | «The Zero Point» (featuring Holly Drummond)                           |
| 2018 | «Closer» (featuring Danyka Nadeau)                                    |
| 2018 | «Cataclysm» (with Crystal Skies)                                      |
| 2018 | «The Journey» (featuring Trove)                                       |
| 2018 | «Only In A Dream» (with Nytrix)                                       |
| 2019 | «Au5 & Amidy — Way Down» (featuring Karra)                            |
| 2019 | «Eden» (featuring Danyka Nadeau)                                      |
| 2019 | «Door House»                                                          |
| 2019 | «Funk Ain’t Even» (featuring Nasty Purple)                            |
| 2020 | «Seraphim»                                                            |
| 2020 | «Always in a Nightmare» (featuring Nytrix)                            |
| 2020 | «Remember» (with Seven Lions and Crystal Skies)                       |
| 2020 | «Inflex»                                                              |
| 2020 | «Goodbye» (featuring Nohc)                                            |
| 2020 | «Interstellar» (featuring Danyka Nadeau)                              |
| 2020 | «Melt» (with Jeto featuring Cristina Soto)                            |
| 2020 | «Voidwalkers» (with Chime)                                            |
| 2020 | «Alien Weapon»                                                        |
| 2020 | «Happy Where We Are» (with Tritonal featuring Dylan Matthew)          |
| 2020 | «The Encryption»                                                      |
| 2021 | «The Way To Infinity»                                                 |
| 2021 | «Anywhere» (with Slander featuring shYbeast and PLYA)                 |
| 2021 | «Was It You» (with Haliene)                                           |
| 2021 | «Make You Cry» (with Runn)                                            |
| 2021 | «Dying Star» (with Juventa featuring Charlie Bath)                    |
| 2021 | «The Paper Owl» (featuring Arehlai)                                   |

### Ремиксы
| Год  | Название                                                                           |
| ---- | ---------------------------------------------------------------------------------- |
| 2011 | Erasure — «I Lose Myself»                                                          |
| 2012 | Lightspeed Rescue — «Keep Your Body Moving»                                        |
| 2012 | LMFAO — «Party Rock Anthem»                                                        |
| 2012 | BT, Nadia Ali and Arty — «Must Be the Love»                                        |
| 2012 | Adventure Club — «Wait» (with I.Y.F.F.E)                                           |
| 2013 | Singularity — «Breathe» (with Auratic and I.Y.F.F.E)                               |
| 2013 | Seven Lions featuring Fiora — «Days to Come» (with I.Y.F.F.E.)                     |
| 2013 | Dino Safari — «Ghost Named Charlie»                                                |
| 2013 | ShockOne featuring Metrik and Kyza — «Lazerbeam»                                   |
| 2013 | Singularity — «Alone» (with Fractal)                                               |
| 2013 | Digital Eyes — «Samuel L. Jackson»                                                 |
| 2013 | Faruk Sabanci featuring Jaren — «Discover»                                         |
| 2013 | BT featuring Matt Hales — «Surrounded»                                             |
| 2013 | Prismatic — «Minty» (with Fractal)                                                 |
| 2013 | Scatman John — «Scatman» (with Savant, Fractal, and Prismatic)                     |
| 2013 | Blatwax — «Illuminate»                                                             |
| 2014 | Yanntek — «Moving On»                                                              |
| 2014 | Fractal — «Urchin»                                                                 |
| 2014 | Manufactured Superstars featuring Jarvis Church — «Stay»                           |
| 2014 | Virtual Riot — «We’re Not Alone»                                                   |
| 2014 | Akira Complex — «Odyssey»                                                          |
| 2014 | Revolvr and Genesis featuring Splitbreed — «Unstoppable»                           |
| 2014 | Juventa featuring Kelly Sweet — «Superhuman»                                       |
| 2014 | Xilent featuring Sue Gerger — «The Place»                                          |
| 2015 | Illenium and Said The Sky featuring Cristina Soto — «Painted White» (with Fractal) |
| 2015 | Infected Mushroom featuring Sasha Grey — «Fields of Grey»                          |
| 2017 | Psy-Fi — «Ecotone»                                                                 |
| 2018 | APEK featuring Stassi — «Supernatural»                                             |
| 2018 | Seven Lions and Jason Ross — «Ocean»                                               |
| 2018 | Illenium and Kerli — «Sound Of Walking Away» (with Fractal)                        |
| 2019 | Seven Lions, Wooli, and Trivecta — «Island» (featuring Nevve)                      |
| 2020 | Slander and Said The Sky — «Potions» (featuring JT Roach)                          |
| 2020 | Man Cub, Apek, and Haliene — «Breathe In The Moment»                               |
| 2020 | Stonebank featuring Emel — «Be Alright»                                            |
| 2021 | Tritonal featuring Cristina Soto — «Piercing Quiet»                                |
| 2021 | MitiS featuring Soundr — «Homesick»                                                |

### Прочие исполнения
| Год  | Название                  | Релиз на   |
| ---- | ------------------------- | ---------- |
| 2012 | «Techland»                | SoundCloud |
| 2012 | «Deep In The Mist»        | SoundCloud |
| 2017 | «Elemental [Sample Pack]» | SoundCloud |